# وریلس، کروس
وریلس، کروس (به فرانسوی: Vareilles, Creuse) یک کامین در فرانسه است که در Canton of La Souterraine واقع شده‌است.

## خصوصیات
وریلس ۱۷٫۶۸ کیلومترمربع مساحت و ۲۹۱ نفر جمعیت دارد و ۳۶۱ متر بالاتر از سطح دریا واقع شده‌است.